# Quadriaperturina
Quadriaperturina es un género de foraminífero bentónico de la Subfamilia Pazdroellinae, de la familia Pleurostomellidae, de la superfamilia Pleurostomelloidea, del suborden Buliminina y del orden Buliminida. Su especie tipo es Quadriaperturina varsoviensis. Su rango cronoestratigráfico abarcaba el Maastrichtiense inferior (Cretácico superior).

## Discusión
Clasificaciones previas hubiesen incluido Quadriaperturina en el suborden Rotaliina del orden Rotaliida.

## Clasificación
Quadriaperturina incluye a la siguiente especie:
- Quadriaperturina varsoviensis †